# Caroline Deruas
Caroline Deruas est une réalisatrice, scénariste, actrice et scripte française, née à Cannes en 1978.

## Biographie
Née à Cannes, c'est au festival qu'elle découvre, enfant, le cinéma.
Assistante à la mise en scène puis scripte, elle travaille avec les cinéastes Philippe Garrel, Romain Goupil et Valéria Bruni-Tedeschi.
Pensionnaire de l'académie de France à Rome en 2011-2012, elle y travaille sur Territoire du rêve, un recueil de rêves d'Elsa Morante dans lequel celle-ci se révèle à 26 ans dans sa relation amoureuse avec Alberto Moravia.
En 2016, son passage à la villa Médicis lui inspire son premier long métrage, L'Indomptée.

### Engagement
Elle est membre du collectif 50/50 qui a pour but de promouvoir l’égalité des femmes et des hommes et la diversité dans le cinéma et l’audiovisuel,.

### Vie privée
Elle a partagé la vie du réalisateur Philippe Garrel, avec qui elle a eu une fille, Lena Garrel.

## Filmographie

### Réalisatrice
- Vertige d'enfance, film inachevé avec Vincent Macaigne[5]
- Les Indolents (court métrage)[6]
- 2006 : L'Étoile de mer (court métrage)
- 2008 : Le Feu, le sang, les étoiles (court métrage)
- 2011 : Les Enfants de la nuit (court métrage)
- 2015 : La Mal aimée (court métrage)
- 2017 : L'Indomptée

### Scénariste
- 2006 : L'Étoile de mer de Caroline Deruas (court métrage)
- 2008 : Le Feu, le sang, les étoiles de Caroline Deruas (court métrage)
- 2011 : Un été brûlant de Philippe Garrel
- 2011 : Les Enfants de la nuit de Caroline Deruas (court métrage)
- 2013 : La Jalousie de Philippe Garrel
- 2015 : L'Ombre des femmes de Philippe Garrel
- 2015 : La Mal aimée de Caroline Deruas (court métrage)
- 2015 : Les Trois sœurs de Valeria Bruni-Tedeschi (téléfilm)
- 2016 : L'Indomptée de Caroline Deruas
- 2017 : L'Amant d'un jour de Philippe Garrel
- 2018 : Les Estivants de Valeria Bruni-Tedeschi

### Actrice
- 1999 : Zanzibar à Saint-Sulpice de Gérard Courant (court métrage)
- 2005 : Les Amants réguliers de Philippe Garrel
- 2008 : Les Filles de feu de Jean-Sébastien Chauvin (court métrage) : la petite-copine de Louise
- 2008 : Le Feu, le sang, les étoiles d'elle-même (court métrage) : la mère
- 2010 : Don't Touch Me Please de Shanti Masud (court métrage)
- 2010 : L'Épée et la rose (A Espada e a Rosa) de João Nicolau : Juliette
- 2011 : Coloscopia de Benoît Forgeard (court métrage):  Jackie
- 2012 : Les Coquillettes de Sophie Letourneur : Caroline
- 2014 : Les Jours venus de Romain Goupil : la scripte
- 2015 : Cinématon #2930 de Gérard Courant : elle-même
- 2018 : Saranac Lake de Maxence Vassilyevitch (court métrage) : Nadja
- 2018 : Le Discours d'acceptation glorieux de Nicolas Chauvin de Benjamin Crotty (court métrage) : la fille au champ
- 2019 : Les Extraordinaires mésaventures de la jeune file de pierre de Gabriel Abrantes (court métrage) : l'agent de sécurité
- 2019 : Les Intranquilles de Marie Vermillard (court métrage) : Julie
- 2021 : Madeleine Collins d'Antoine Barraud : Val

### Scripte
- 2008 : Les Astres noirs de Yann Gonzalez (court métrage)
- 2013 : Les Rencontres d'après minuit de Yann Gonzalez
- 2016 : Crache cœur de Julia Kowalski

## Distinctions
- Festival international du documentaire et du court métrage de Bilbao (Zinebi) 2008 : Grand prix pour Le Feu, le sang, les étoiles
- Festival international du film de Locarno 2011 : Léopard d'argent pour Les Enfants de la nuit